# Melys epirus
Melys epirus är en stekelart som beskrevs av John S. Noyes och Woolley 1994. Melys epirus ingår i släktet Melys och familjen sköldlussteklar. Inga underarter finns listade i Catalogue of Life.